# Матищак Сергій Сергійович
Сергій Сергійович Матищак (21 жовтня 1984, с. Яблунька, Івано-Франківська обл. — 9 серпня 2022, с. Зайцеве, Бахмутський р-н, Донецька обл.) — боєць «Айдару», снайпер розвідувальної роти ГУРу та 109-го ОГШБ 10-ої ОГШБр «Едельвейс».

## Життєпис
Народився 21 жовтня 1984 року в селі Яблунька, що входить нині до Солотвинської територіальної громади Івано-Франківського району Івано-Франківської області. У 2002 році закінчив Яблунівську середню школу. Проходив строкову військову службу в Збройних Силах України. Після цього закінчив курси охоронця і працював деякий час за фахом.
Активіст Революції Гідності.
У 2015—2020 роках заочно навчався у Національному університеті фізичного виховання і спорту України. Отримав диплом за спеціальністю «фізична терапія, ерготерапія (фізична реабілітація)».

## Участь у війні проти РФ
Учасник російсько-української війни. У 2014 році добровольцем пішов захищати Україну. У складі батальйону «Айдар» брав участь у найзапекліших боях. Зокрема, захищав Донецький аеропорт. Мав поранення.
Служив у 130-му окремому розвідувальному батальйоні і 109-му батальйоні окремого гірсько-штурмового батальйону 10-ї окремої гірсько-штурмової бригади «Едельвейс».
Загинув поблизу села Зайцеве Бахмутського району Донецької області 9 серпня 2022 року внаслідок отриманих поранень під час танкового обстрілу військовими формуваннями Російської Федерації.
13 серпня 2022 року похований з належними почестями на місцевому цвинтарі у с. Яблунька.

## Нагороди
● Орден «За мужність» III ступеня (10 травня 2023, посмертно — за особисту мужність, виявлену у захисті державного суверенітету та територіальної цілісності України, самовіддане виконання військового обов'язку.
4 грудня 2023 року на сайті президента зареєстровано петицію з проханням присвоїти Матищаку Сергію Сергійовичу звання Героя України (посмертно)

## Вшанування пам'яті
Щороку рідні, побратими й друзі у день народження Сергія Матищака сходять на його улюблену гору поблизу рідного с. Яблунька. 20 жовтня 2023 року на місці зустрічі відкрито стелу пам'яті.
9 серпня 2023 року, у річницю загибелі Героя, на фасаді Яблунського ліцею відкрили та освятили меморіальну дошку пам'яті.